# Митин, Андрей Владимирович
Андрей Владимирович Митин (род. 28 июля 1965; Москва, СССР) — советский и российский футболист, защитник, тренер. Мастер спорта СССР (1987).

## Игровая карьера
Воспитанник Футбольной школы молодёжи (Москва). Карьеру профессионального футболиста начал в 1982 году в команде второй лиги ФШМ. В 1984 году перешёл в московский «Спартак». Первый матч за основной состав красно-белых провёл 23 марта 1986 года, в том же году 22 июня забил единственный гол в составе «Спартака». В 1987 году завоевал серебряные медали Кубок Федерации футбола СССР, став мастером спорта. Не сумев стать игроком основного состава «Спартака», покинул команду и провёл 1989 год в московском «Локомотиве». Не сумев закрепиться в основном составе железнодорожников, вернулся в «Спартак». Сезон 1990 года оказался для Митина неудачным, не проведя ни одного матча за основной состав красно-белых, он покинул команду. Всего сыграл за «Спартак» 29 матчей, в том числе 23 в чемпионате СССР, два в розыгрыше Кубка СССР и четыре в розыгрыше Кубка УЕФА. 5 раз был заменён, 11 раз выходил на замену. Забил 1 гол в чемпионате. За дубль московского «Спартака» сыграл 98 матчей, забив 8 мячей.
В 1991 и 1992 годах долго не мог найти новую команду. В 1992 году стал игроком мини-футбольного клуба «Минкассация» (Москва). В 1993 году уехал в Финляндию, где играл в клубе «Оулу». Проведя всего два матча, Митин вернулся в команду «Минкас». В 1994 году выступал за московскую команду третьего дивизиона ТРАСКО. Сезон 1994/1995 провёл в мини-футбольном клубе «Спартак-Новорусь» (Москва), затем год играл за команду «Тюменьтрансгаз» из Югорска. Вернувшись в «Минкас», провёл за клуб два сезона и завершил карьеру футболиста.

## Тренерская карьера
С января 2002 по ноябрь 2004 года тренировал мини-футбольный клуб «Норильский никель» (Норильск). С июля 2005 по май 2006 года был главным тренером московского мини-футбольного клуба «Арбат». В сентябре 2007 года вернулся на пост главного тренера команды «Норильский никель», который занимал до июня 2008 года.
В августе 2008 года вошёл в тренерский штаб женской национальной сборной России, которую покинул в 2011 году. Параллельно, с марта 2009 по февраль 2010 года возглавлял женский футбольный клуб «Россиянка». С 2012 по 2015 года был тренером молодёжной и юношеских сборных команд России.
Работал помощником главного тренера Игоря Шалимова в «Краснодаре» (2016—18) и «Химках» (2018—19). С назначением Шалимова на пост главного тренера «Ахмата» 30 сентября 2019 года вошёл в тренерский штаб грозненской команды.

## Образование
Кандидат исторических наук.
В 2007 году окончил Высшую школу тренеров. Имеет тренерскую лицензию категории «А».
Проходил стажировку в ФК «Осасуна» (Испания).

## Статистика выступлений
Данные по матчам и забитым мячам в турнире не всегда полные. Из-за этого, рядом с цифрой стоит знак ↑. Не указаны данные по выступлениям за мини-футбольные команды.
| Клуб                  | Сезон               | Лига | Лига | Кубок | Кубок | Еврокубки | Еврокубки | Дублёры | Дублёры | Другие | Другие | Итого | Итого |
| Клуб                  | Сезон               | Игры | Голы | Игры  | Голы  | Игры      | Голы      | Игры    | Голы    | Игры   | Голы   | Игры  | Голы  |
| --------------------- | ------------------- | ---- | ---- | ----- | ----- | --------- | --------- | ------- | ------- | ------ | ------ | ----- | ----- |
| ФШМ (Москва)          | 1982                | 2    | 0    | 0     | 0     | 0         | 0         | 0       | 0       | 0      | 0      | 2     | 0     |
| ФШМ (Москва)          | 1983                | 30   | 2    | 0     | 0     | 0         | 0         | 0       | 0       | 0      | 0      | 30    | 2     |
| ФШМ (Москва)          | Итого               | 32   | 2    | 0     | 0     | 0         | 0         | 0       | 0       | 0      | 0      | 32    | 2     |
| «Спартак» (Москва)    | 1984                | 0    | 0    | 0     | 0     | 0         | 0         | 20      | 2       | 0      | 0      | 20    | 2     |
| «Спартак» (Москва)    | 1985                | 0    | 0    | 0     | 0     | 0         | 0         | 18      | 1       | 0      | 0      | 18    | 1     |
| «Спартак» (Москва)    | 1986                | 8    | 1    | 1     | 0     | 4         | 0         | 17      | 3       | 3      | 1      | 33    | 5     |
| «Спартак» (Москва)    | 1987                | 8    | 0    | 0     | 0     | 0         | 0         | 23      | 2       | 7      | 0      | 38    | 2     |
| «Спартак» (Москва)    | 1988                | 7    | 0    | 0     | 0     | 0         | 0         | 20      | 0       | 6      | 0      | 33    | 0     |
| «Спартак» (Москва)    | Итого               | 23   | 1    | 1     | 0     | 4         | 0         | 98      | 8       | 20     | 1      | 146   | 10    |
| «Локомотив» (Москва)  | 1989                | 11   | 0    | 0     | 0     | 0         | 0         | ?       | 0       | 4      | 0      | 15↑   | 0     |
| «Локомотив» (Москва)  | Итого               | 11   | 0    | 0     | 0     | 0         | 0         | ?       | 0       | 4      | 0      | 15↑   | 0     |
| «Спартак» (Москва)    | 1990                | 0    | 0    | 1     | 0     | 0         | 0         | 0       | 0       | 0      | 0      | 1     | 0     |
| «Спартак» (Москва)    | Итого               | 0    | 0    | 1     | 0     | 0         | 0         | 0       | 0       | 0      | 0      | 1     | 0     |
| ОЛС (Оулу, Финляндия) | 1993                | 2    | 0    | 0     | 0     | 0         | 0         | 0       | 0       | 0      | 0      | 2     | 0     |
| ОЛС (Оулу, Финляндия) | Итого               | 2    | 0    | 0     | 0     | 0         | 0         | 0       | 0       | 0      | 0      | 2     | 0     |
| ТРАСКО (Москва)       | 1994                | 15   | 0    | 0     | 0     | 0         | 0         | 0       | 0       | 0      | 0      | 15    | 0     |
| ТРАСКО (Москва)       | Итого               | 15   | 0    | 0     | 0     | 0         | 0         | 0       | 0       | 0      | 0      | 15    | 0     |
| Всего в высшей лиге   | Всего в высшей лиге | 34   | 1    | 2     | 0     | 4         | 0         | 98↑     | 8       | 24     | 1      | 162↑  | 10    |
| Всего за карьеру      | Всего за карьеру    | 83   | 3    | 2     | 0     | 4         | 0         | 98↑     | 8       | 24     | 1      | 211↑  | 12    |

1. ↑  Количество игр и голов за клуб в различных лигах чемпионата СССР
2. ↑  Количество игр и голов за клуб в розыгрыше Кубка СССР
3. ↑  Количество игр и голов за клуб в розыгрыше Кубка кубков.
4. ↑  Количество игр и голов за клуб в турнире дублёров.
5. ↑  Количество игр и голов за клуб в Кубке Федерации футбола СССР.

## Достижения

### В качестве игрока
- Обладатель Кубка Федерации футбола СССР: 1987
- Мастер спорта СССР (1987)

### В качестве тренера
- Обладатель Кубка России по футболу среди женщин: 2009